# Pădurea spînzuraților (film)
Pădurea spînzuraților este o ecranizare din 1965 a romanului omonim al scriitorului român Liviu Rebreanu. Regizat de Liviu Ciulei, a fost primul film românesc care a obținut o largă recunoaștere internațională.
În anul 1966 a câștigat categoria „Première Oeuvre” a Festivalului de Film de la Cannes.

## Distribuție
- Victor Rebengiuc — lt. Apostol Bologa, student român
- Liviu Ciulei — căpitanul Ottokar Klapka, avocat ceh
- Ștefan Ciobotărașu — soldatul Petre, ordonanța lui Bologa
- György Kovács — generalul conte von Karg, comandantul Brigăzii de Honvezi Pedeștri
- Anna Széles — Ilona, fiica groparului Vidor
- Gina Patrichi — Roza Jánosi, soția unui colonel și amanta lui Varga
- András Csiky — lt. Sándor Varga, ofițer de husari maghiar (menționat Andrei Csiki)
- Emmerich Schäffer — soldatul Johann Maria Müller, anticar vienez (menționat Emeric Schäffer)
- Costache Antoniu — preotul militar german
- Emil Botta — cpt. Cervenco, intelectual rutean
- László Kiss — Vidor, gropar maghiar
- Nicolae Tomazoglu — medicul militar polonez
- Constantin Brezeanu — maior, procurorul militar al brigăzii
- Ion Caramitru — soldatul Petre Petre, fiul ordonanței
- George Aurelian — Domșa, tatăl Martei
- Mihai Mereuță — caporal
- Gheorghe Cozorici — locotenentul român, căzut prizonier
- Angela Moldovan — doamna Sofica Domșa, mama Martei
- Mariana Mihuț — Marta Domșa, logodnica lui Bologa
- Toma Caragiu — căpitan, aghiotantul regimentului
- Nae Roman — un colonel
- Valeriu Arnăutu — slt. Jan Svoboda, dezertorul ceh executat prin spânzurare
- Ferenc Bencze — plutonierul care-l păzește pe Bologa (menționat Francisc Bencze)
- Jean Reder — un ofițer
- Alexandra Polizu — Rodovica, servitoarea fam. Domșa
- Radu Dunăreanu — un subofițer
- Nicolae Luchian Botez — un ofițer (menționat Luchian Botez)
- Constantin Lipovan — un soldat
- Valeriu Lefescu — telegrafistul
- Tedi Dimitriu — un militar

## Producție
Producția a fost realizată în anul 1964 de Studioul Cinematografic „București”, studiou care funcționa deja în noul Centru de Producție Cinematografic construit la Buftea. A fost realizat de cunoscutul regizor Liviu Ciulei, acesta alegând în rolul principal, a locotenentului Apostol Bologa, pe tânarul (pe atunci) actor Victor Rebengiuc, rol care l-a consacrat pe acesta în lumea cinematografului. În film mai joacă, de asemenea, însuși regizorul (în rolul lui Klapka) și actrița Ana Széles (în rolul Ilonei). Este o producție alb-negru.
Castelul Bánffy de la Bonțida a fost utilizat ca decor pentru filmări. Scenografii au incendiat una dintre clădiri pentru realizarea unei scene, iar distrugerile provocate au fost masive.

## Primire
Filmul a fost vizionat de 5.448.010 spectatori în cinematografele din România, după cum atestă o situație a numărului de spectatori înregistrat de filmele românești de la data premierei și până la data de 31 decembrie 2014 alcătuită de Centrul Național al Cinematografiei.
Pădurea spânzuraților a fost foarte bine primit de critică. Autoritățile comuniste ale timpului au fost mulțumite că cinematografia noastră a reușit să producă filme în conformitate cu preceptele noii revoluții culturale. Dar, mai presus de toate, filmul scotea în evidență capacitatea lui Ciulei de a gândi și în termeni cinematografici, de a produce valori deosebite care puteau să facă față exigențelor circuitului internațional.
Pădurea spânzuraților a reprezentat apogeul experienței regizorale filmice a lui Liviu Ciulei, după ce acesta mai realizase și alte filme ca regizor principal, așa cum au fost, Erupția și Valurile Dunării, respectiv în calitate de regizor secund al lui Victor Iliu în filmul Moara cu noroc. Experiența sa de arhitect, actor și scenograf au cântărit desigur decisiv la rezultatul final.
Prin acest film, Liviu Ciulei se definește a fi un regizor care crede în puterea imaginii. Alegerea decorurilor este semnificativă ca expresivitate, integrându-se firesc în structurile naturale care definesc locuri unde are loc acțiunea, punctând-o. Nimic nu apare întâmplător în decorul acțiunii filmului: stivele de coșciuge, grămezile de scaune, vrafurile de bocanci, nenumăratele obiecte din camera logodnicei, lucrurile aruncate anapoda din castel sau ciudata boală a pădurii, arăturile uscate, lumina lividă a întinderilor. Toate aceste contribuie din plin la definirea acțiunii ca una sumbră, bolnăvicioasă, tensionată și lipsită de orice speranță, cea care era de fapt a războiului și care i-a cuprins și pe participanții.
Acestea sunt cauzele pentru care filmul apare în cinematografia românească postbelică ca un fenomen deosebit, marcând o deschidere spre nou, spre adevărata creație artistică, care se ridică dincolo de orice concept politic. Filmul depășește total acea optică teatrală a punerii în scenă a acțiunii unui film aidoma unei piese de teatru, care este inerentă oricărei cinematografii la începuturi. De fapt, asta a fost realitatea anilor 1960, cinematografia românească din acei ani era, într-un fel, la începuturi, scenariștii, regizorii și actorii fiind în general oameni tineri, dar plini de entuziasm. Datorită personalității remarcabile a lui Liviu Ciulei, filmul românesc a făcut un "salt cuatic" de anvergură, concurând nu numai romanul remarcabil a lui Liviu Rebreanu, dar și stabilind un alt set de valori la care filmul românesc era perfect capabil de a ajunge.
Prin Pădurea spânzuraților, filmul artistic românesc se face cunoscut în lume. În anul 1965, participând la la Festivalul Internațional al Filmului de la Cannes, Franța, regizorul Liviu Ciulei a fost recompensat cu Premiul pentru regie.

### Remarci din presa de specialitate a vremii
" ... perfect capabil să susțină confruntarea internațională" (Ecaterina Oproiu - Revista Cinema, nr.4 din 1965)
" ... fascinant și aproape fără cusur pe planul formelor, al eleganței și a rafinamentului distilat în imagini pe pânză" (Florian Potra - 1968)